# Molteno
Molteno là một đô thị trong tỉnh Lecco, trong vùng Lombardia của Ý, cự ly khoảng 35 km về phía đông bắc của Milan và khoảng 11 km về phía tây nam của Lecco. Tại thời điểm ngày 31 tháng 12 năm 2004, đô thị này có dân số 3.206 người và diện tích là 3,2 km².
Đô thị Molteno có các frazioni (các đơn vị dân cư trực thuộc, chủ yếu là các làng) Gaesso, Molino, Luzzana, Raviola, Pascolo, và Coroldo.
Molteno giáp các đô thị: Annone di Brianza, Bosisio Parini, Costa Masnaga, Garbagnate Monastero, Oggiono, Rogeno, Sirone.

## Nhân vật nổi bật
- Lucio Battisti, ca sĩ và nhạc sĩ sáng tác sinh sống ở Molteno (1943-1998)